# Eulemur rufifrons
Eulemur rufifrons är en primat i släktet makier som förekommer på Madagaskar.

## Utseende
Arten når en kroppslängd (huvud och bål) av 35 till 48 cm och en svanslängd av 45 till 55 cm. Vikten varierar mellan 2,0 och 2,8 kg. Hannar skiljer sig med en allmänt gråbrun päls och en rödbrun "mössa" från honor i utseende. Honor har en rödbrun päls och en mörk "mössa". Buken är hos båda kön ljusare och ansiktets päls är övervägande vit. Nosen och en smal ring kring ögonen är nästan naken och svart.

## Utbredning och habitat
Eulemur rufifrons lever på östra och västra Madagaskar men saknas i öns centrum. I bergstrakter når arten 1650 meter över havet. Habitatet utgörs av olika slags skogar.

## Ekologi
Individerna kan vara aktiva på dagen och på natten. Flera hannar, honor och deras ungar bildar flockar som har 4 till 18 medlemmar. De vistas vanligen i växtligheten, ofta i trädens övre delar. Flockens revir kan vara upp till 100 hektar stort. Eulemur rufifrons äter främst frukter som kompletteras med blad, bark, insekter och andra ryggradslösa djur.
Parningen sker nästan uteslutande i maj eller juni och efter fem månader dräktighet föder honan ett enda ungdjur. Ungen håller sig de första månaderna fast i moderns päls. Cirka fyra månader efter födelsen slutar honan med digivning. Efter två till tre år blir ungarna könsmogna. Vid denna tidpunkt lämnar hannar sin ursprungliga flock. Honor stannar vanligen. I naturen blir Eulemur rufifrons upp till 25 år gammal.

## Hot och status
Det största hotet mot arten är svedjebruket som pågår på Madagaskar. Dessutom är jakt ett mindre hot för beståndet. IUCN listar Eulemur rufifrons som nära hotad (NT).